# Linda Westerlund Snecker
Linda Westerlund Snecker (nascida a 3 de fevereiro de 1983) é uma política sueca. Desde 29 de setembro de  2014 que tem servido como membro do Riksdag em representação do círculo eleitoral do condado de Östergötland.